# 西南风铃草
西南风铃草（学名：Campanula colorata）为桔梗科风铃草属的植物。分布于阿富汗、老挝以及中国大陆的贵州、四川、云南、西藏等地，生长于海拔1,000米至4,000米的地区，常生于山坡草地或疏林下，目前尚未由人工引种栽培。

## 别名
岩兰花、土桔梗、土沙参